# Akquise
Akquisition (umgangssprachlich: Akquise; lateinisch acquirere, „dazugewinnen, hinzuerwerben“) ist im Marketing und Kundenmanagement die Gewinnung neuer Kunden, Kundenaufträge oder weiterer Geschäfte. Auch der Unternehmenskauf oder der Erwerb von Teilbetrieben wird Akquisition genannt.

## Allgemeines
Die Akquisition neuer Kunden und die Kundenbindung bestehender Kunden sind die Hauptaufgaben des Marketing; für die meisten Unternehmen ist die Akquisition neuer Kunden stets ein fester Bestandteil der Marktbearbeitung. Das Marketing – und damit auch die Akquisition – ist in der Aufbauorganisation im Frontoffice angesiedelt.
Die Akquisition von Unternehmen und Teilbetrieben ist Bestandteil des Mergers & Acquisitions, das die englische Bezeichnung für „Fusionen und Akquisitionen“ ist. Zuweilen wird auch die Personalbeschaffung auf dem Arbeitsmarkt als Akquisition bezeichnet.

## Akquisitorisches Potenzial
Der von Erich Gutenberg 1955 geprägte Begriff des akquisitorischen Potenzials beschreibt die Kombination von persönlichen (Beratung, Kundendienst, Kundenbindung) und sachlichen Präferenzen (Markenimage, Produktqualität/Dienstleistungsqualität), die bei der Preisbildung einen monopolistischen Spielraum verschaffen. Je höher das akquisitorische Potenzial eines Unternehmens ist, desto höhere Preise kann es im Vergleich zu seinen Konkurrenten bei den Kunden durchsetzen. Dieser Spielraum bei der Preisgestaltung wird von Gutenberg als „Intervall preispolitischer Autonomie“ bezeichnet. Preisänderungen innerhalb dieses Intervalls haben praktisch keinen Einfluss auf das Kaufverhalten der Kunden.
Das Marktpotenzial insbesondere auf Wachstums- und Zukunftsmärkten lässt sich durch Marktbearbeitung ausschöpfen.

## Instrumente
Bei der Kundenakquisition werden Marketinginstrumente eingesetzt, um Aufmerksamkeit für und Bekanntheit der Produkte und Dienstleistungen zu erzielen und Präferenzen und ein positives Image bei den Kunden aufzubauen. Für die Gewinnung neuer Kunden ist die zuverlässige Kenntnis der Produkt- und Dienstleistungsqualität von hoher Bedeutung, um das Produktrisiko und das kundenseitige Kaufrisiko zu reduzieren. Dabei beeinflusst eine hohe Potenzialqualität über die Aufmerksamkeit, Präferenzen, Kaufmotive und Einstellungen des Kunden dessen Kaufentscheidung.
Formen
- Telefonmarketing, mit dem Problem der unerwünschten telefonischen Werbung;
- Mailing (Massen-Postsendung);
- E-Mail-Werbung und Werbung per Newsletter;
- Suchmaschinenmarketing;
- Anzeigenwerbung;
- Persönlicher Verkauf;
- Social Selling.

Zur Akquisition sind vor allem diese Kommunikationsmittel erforderlich, welche die Informationen dem (potenziellen) Kunden übermitteln.

## Personal
Das mit der Akquisition in einem Unternehmen befasste Personal („Akquisiteure“) sind insbesondere die Kundenbetreuer und Absatzhelfer (Agenturen, Einkaufsgemeinschaften, Handelsmakler, Handelsvertreter, Kommissionäre oder Reisende). Diese unterscheiden sich erheblich voneinander. Handelsvertreter und Handelsmakler betreiben beide die Vermittlung von Geschäften, doch wird der Makler nicht ständig beauftragt und besitzt auch keine vertragliche Bindung an einen Auftraggeber. Der Handelsvertreter wird aufgrund eines Vertrages mit seinem Auftraggeber tätig, der Makler aufgrund eines Geschäftsbesorgungsvertrages mit seinem Kunden. Der Kommissionär übt bei seinen Geschäften eine indirekte Stellvertretung aus und verkauft die Produkte im eigenen Namen, der Handelsvertreter im fremden Namen. Der Kommissionär ist nicht an einen Unternehmer gebunden, während der Handelsvertreter einem Wettbewerbsverbot unterliegen kann. Die zweite Art sind Absatzhelfer in der Logistik wie Frachtführer, Lagerhalter, Spediteure oder Reeder.

## Wirtschaftszweige
Akquisition wird in allen Wirtschaftszweigen betrieben, in denen die Kundengewinnung von großer Bedeutung ist. Üblich ist sie insbesondere im Zeitschriften-, Zeitungs- oder Theaterwesen, wo Abonnements die Laufkunden in Stammkunden verwandeln sollen, und im Speditionsgeschäft.
Wegen der Abstraktheit und Komplexität der meisten Finanzinstrumente und Finanzprodukte und der daraus resultierenden Beratungsintensität ist das Finanzwesen mit besonderen Organisationsmitteln für die Akquisition ausgestattet:
- Im Bankwesen sind die Anlageberatung im Einlagengeschäft und die Finanz- und Kreditanalyse im Kreditgeschäft mit Beratungsfunktionen verbunden, die auch akquisitorische Aspekte beinhalten. Die Kundenakquisition bietet für Kreditinstitute ein geeignetes Steuerungsinstrument im Hinblick auf den Kundenwert.[10]
- Im Versicherungswesen unterscheidet Dieter Farny die Kundenakquisition nach unternehmenseigenen und unternehmensfremden Absatzorganen.[11] Zu letzteren gehören die Versicherungsmakler, Versicherungsvermittler und Versicherungsvertreter.

Beratung und Akquisition fallen häufig zusammen. Bei Kreditinstituten sind die Beratungen mittels einer Geeignetheitserklärung und bei Versicherungsunternehmen durch ein Beratungsprotokoll jeweils in Schriftform zu dokumentieren.

## Kaltakquise und Warmakquise
Kaltakquise (englisch cold call) oder deren Unterart unerwünschte telefonische Werbung ist die Erstansprache eines potenziellen Kunden, zu dem bisher noch keine Geschäftsbeziehung bestand. Bei der Warmakquise (englisch warm call) wird dagegen auf Bestandskunden zurückgegriffen, zu denen erneut Kontakt aufgenommen wird. Das sind Personen, die zu einem früheren Zeitpunkt schon einmal gekauft haben oder deren Adresse durch einen Newsletter und ähnliches bekannt ist.

## Wirtschaftliche Aspekte
Die Akquisition neuer Kunden gehört zur betrieblichen Funktion des Vertriebs und fördert das Unternehmensziel der Gewinnmaximierung. Ziel der Akquisition ist die Stabilisierung und Vergrößerung des Kundenbestands, der Aufbau und die Intensivierung von Geschäftsbeziehungen und eine planvolle Penetrationsstrategie, mit der die Zahlungsbereitschaft der Kundschaft abgeschöpft werden kann (siehe Abschöpfungsstrategie).
Akquisition erfolgt auch im Rahmen von persönlichen Verkaufsgesprächen, beim Telefonverkauf oder im Rahmen des Direktverkaufs. Sie stellt damit einen Teil der Vertriebssystematik dar, die abhängig von der jeweiligen Vertriebsstrategie ist.